# Antonio Maria Abbatini
Antonio Maria Abbatini (né Tiferno - aujourd'hui Città di Castello le 26 janvier 1595, ou 1609 ou 1610, et mort dans la même ville après le 15 mars 1679) est un compositeur italien, actif principalement à Rome.

## Biographie
Élève de Giovanni Maria Nanino et de Giovanni Bernardino Nanino, il est maître de chapelle dans diverses églises à Rome  ; l'archibasilique Saint-Jean-de-Latran à Rome (de 1626 à 1628), puis dans quatre autres églises d'Orvieto et de Loreto.
Parmi ses élèves figure Giovanni Paolo Colonna.

## Style
Son écriture musicale serrée reflète la pompe des cérémonies religieuses romaines de l'époque. Sa musique sacrée comporte un grand nombre de parties réelles, mais il se plie également au style monodique qui vient de naître. Dans ce style, il écrit plusieurs œuvres dramatiques dont Dal male il bene en laquelle les musicologues y voient l'un des premiers opéras comiques et où, pour la première fois, Abbatini a terminé les actes par de véritables ensembles. 

## Œuvres
Antonio Maria Abbatini compose de nombreuses pièces de musique religieuse et publie trois livres de messes, quatre de psaumes, des antiennes (1630, 1638, 1677), cinq livres de motets, une cantate dramatique Il Pianto di Rodomonte (1633). Il a également collaboré à l'écriture du Musurgia universalis avec Athanasius Kircher. Son répertoire comporte également trois opéras : Dal male il bene, un des premiers opéras comiques écrit en collaboration avec Marco Marazzoli (Rome, 1654), Ione (Vienne, 1666) et La comica del cielo, également nommé La Baltasara (Rome, 1668).

### Écrits
- Discorsi o lezioni accademiche, manuscrit conservé au Conservatoire de Bologne

### Musique sacrée
- Missa sexdecim vocibus concinenda, Rome 1627
- Salmi a quattro, otto, dodici e sedici voci, libri V, Rome 1630-1635
- Mottetti a due e cinque voci con Basso continuo, libri V, Rome 1635-1638
- Messe a quattro, otto, dodici e sedici voci, libri III, Rome 1638-1650
- Il sesto libro di Sacre Canzoni a due, tre, quattro e cinque voci, op. 10, Rome 1653
- Antifone
- Psaumes
- Motets

### Œuvres théâtrales
- Dal male il bene, commedia per musica in tre atti, composée ensemble avec Marco Marazzoli (auteur du second acte), livret de Giulio et Giacomo Rospigliosi, d'après Pedro Calderón de la Barca, pour la noce de Maffeo Barberini, prince de Palestrina, avec Olimpia Giustiniani, (Rome, Palazzo Rospigliosi (it),  1653)
- Ione, opera in tre atti, livret de Antonio Draghi (probablement Vienne, théâtre de la Cour, 1666)
- La Comica del Cielo ovvero La Baltasara, commedia per musica in tre atti, livret de Giulio Rospigliosi et Luis Vélez de Guevara (Rome, Palazzo Rospigliosi, 6 janvier 1668)
- Il pianto di Rodomonte, cantate drammatique, Orvieto 1633)